# Степановка (Новосибірська область)
Степановка (рос. Степановка) — присілок у Куйбишевському районі Новосибірської області Російської Федерації.
Входить до складу муніципального утворення Гжатська сільрада. Населення становить 78 осіб (2010).

## Історія
Згідно із законом від 2 червня 2004 року органом місцевого самоврядування є Гжатська сільрада.

## Населення
| 2002 | 2007 | 2010 |
| ---- | ---- | ---- |
| 110  | ↘90  | ↘78  |